# Josephus Nicolaus Laurenti
Josephus Nicolaus Laurenti, avstrijski naravoslovec, * 4. december 1735, Dunaj, † 17. februar 1805.
Laurenti je avtor dela Specimen Medicum, Exhibens Synopsin Reptilium Emendatam cum Experimentis circa Venena (1768) o strupenih lastnostih plazilcev in vodnih živali. Ta knjiga je pomembna v herpetologiji, ker obravnava kar trideset rodov plazilcev. Za primerjavo, deseta izdaja Linnejeve Systema Naturae iz leta 1758 obravnava samo deset rodov.
Laurenti je prepoznan kot človek, ki je prvi znanstveno opisal in poimenoval človeško ribico ter jo uvrstil v samostojni rod Proteus. Vendar pa njegovo avtorstvo in tudi sama identiteta nista jasna. Po eni razlagi naj bi mu zapiske o vrstah dvoživk in plazilcev prodal dr. Winterl, profesor kemije iz Pešte, po drugi pa naj bi bil priimek Laurenti premetanka priimka Winterla samega (W so v tistih časih pogosto zapisovali kot AU), saj Laurentiju poleg knjige Specimen medicum... ne moremo pripisati nobenega drugega dela.